# Зелені насадження
Зеле́ні наса́дження — це сукупність деревних, чагарникових і трав'янистих рослин на визначеній території. До них належать дерева, кущі, газони, квітники в парках, скверах, лісових масивах, вздовж вулиць і доріг, а також на земельних ділянках приватних будинків, підприємств, навчальних і лікувальних закладів, військових частин.
Згідно з «Правилами утримання зелених насаджень у населених пунктах України [Архівовано 26 червня 2018 у Wayback Machine.]» зелені насадження поділяються на три види:
- загального користування;
- обмеженого користування;
- спеціального призначення.
Зелені насадження загального користування — зелені насадження, які розташовані на території загальноміських і районних парків, спеціалізованих парків, парків культури та відпочинку; на територіях зоопарків та ботанічних садів, міських садів і садів житлових районів, міжквартальних або при групі житлових будинків; скверів, бульварів, насадження на схилах, набережних, лісопарків, лугопарків, гідропарків і інших, які мають вільний доступ для відпочинку.
Зелені насадження обмеженого користування — насадження на територіях громадських і житлових будинків, шкіл, дитячих установ, вищих та середніх спеціальних навчальних закладів, профтехучилищ, закладів охорони здоров'я, промислових підприємств і складських зон, санаторіїв, культурно-освітніх і спортивно-оздоровчих установ та інші.
Зелені насадження спеціального призначення — насадження транспортних магістралей і вулиць; на ділянках санітарно-захисних зон довкола промислових підприємств; виставок, кладовищ і крематоріїв, ліній електропередач високої напруги; лісомеліоративні, водоохоронні, вітрозахисні, протиерозійні, насадження розсадників, квітникарських господарств, пришляхові насадження в межах населених пунктів. 
Зелені насадження забезпечують захист від промислових і автотранспортних викидів, шуму, пилу, снігових заметів, ерозії. Вони пом'якшують незручності міського життя, служать формуванню урбаністичних систем, допомагають організувати простір, додають містам індивідуальний і неповторний характер.
У містах України зелені насадження розташовані на площі 4,6 тис. км² (38,4 % міських територій), а для загального вжитку вони доступні на площі 1,6 тисяч км² (13,4 % міських територій).
В Україні на одного міського мешканця пересічно припадає 16,3 м² зелених насаджень. За міжнародними нормами, цей показник має бути не меншим за 20 м². Лише 7 великих міст України відповідають цьому показнику: Горлівка, Краматорськ, Слов'янськ, Лисичанськ, Луганськ, Київ, Кривий Ріг.

## Сучасна тенденція скорочення площі зелених насаджень в Україні
З початку 2000-х років у багатьох містах і населених пунктах України розпочався масовий знос зелених насаджень. У результаті в деяких містах значно скоротилася площа зелених насаджень. Наприклад, якщо в 1968 р. на одну людину в  Києві приходилося 24 м2 зелених насаджень, то нині ця цифра знизилася до 16-18 м2. З 2000 р. по 2010 р. в Києві було знищено близько 500 га зелених насаджень. Як правило, дерева вирубуються під будівництво нових будинків, розважальних центрів, магазинів, і нерідко, з порушенням закону. Громадськість активно виступає проти знищення зелених насаджень, але стримати тенденцію масової рубки дерев, без вдосконалення законодавчої бази, їй не вдається.

## Проблеми охорони зелених насаджень в Україні
Основна проблема охорони зелених насаджень у містах та населених пунктах полягає в тому, що зелені насадження охороняються не спеціальним Законом, а відомчими правилами, які не забезпечують міським деревам і чагарникам необхідного захисту. Прийнятий у 2011 р. Закон України «Про мораторій на видалення зелених насаджень на окремих об'єктах благоустрою зеленого господарства м. Києві» був прийнятий виключно для Києва і не впливає на охорону зелених насаджень в інших містах та населених пунктах України. Для захисту зелених насаджень, які ростуть у всіх населених пунктах України, групою народних депутатів і екологів був розроблений і внесений в 2013 р. до Верховної Ради України законопроєкт «Про зелені насадження міст та інших населених пунктів».

## Найзеленіші міста України
(площа зелених насаджень на 1 мешканця, м²):
- Святогірськ (Донецька область) – 144,2
- Алмазна (Луганська область) – 101,2
- Міусинськ (Луганська область) – 93,2
- Торез (Донецька область) – 87,8
- Семенівка (Чернігівська область) – 76,8
- Борислав (Львівська область) – 69,8
- Олександрівськ (Луганська область) – 69,4
- Косів (Івано-Франківська область) – 65,2
- Новодружеськ (Луганська область) – 64,9
- Комсомольське (Донецька область) – 64,8
- Ічня (Чернігівська область) – 63,8
- Новомиргород (Кіровоградська область) – 60,5

## Види
- Зелені насадження загального користування
- Зелені насадження обмеженого користування
- Зелені насадження спеціального призначення

## Зелені насадження у великих містах України
(площа на 1 мешканця, м²): 
| - Горлівка – 38,1 - Львів – 33 - Краматорськ – 32,5 - Слов'янськ – 31,2 - Лисичанськ – 28,3 - Луганськ – 23,7 - Київ – 22,1 - Кривий Ріг – 20,4 - Донецьк – 17,9 - Керч – 17,4 - Запоріжжя – 16,7 - Євпаторія – 16,7 - Бердянськ – 16,6 - Маріуполь – 16,4 - Чернівці – 15,0 | - Суми – 14,5 - Дніпро – 14,4 - Кременчук – 14,3 - Севастополь – 13,1 - Ужгород – 13,0 - Мелітополь – 12,5 - Кропивницький – 11,1 - Сєвєродонецьк – 10,8 - Харків – 10,0 - Кам'янське – 9,9 - Вінниця – 9,4 - Херсон – 9,4 - Чернігів – 9,0 - Луцьк – 8,8 - Черкаси – 8,3 | - Одеса – 8,1 - Полтава – 8,0 - Павлоград – 8,0 - Житомир – 7,8 - Миколаїв – 7,7 - Нікополь – 7,6 - Біла Церква – 6,7 - Хмельницький – 6,4 - Рівне – 6,3 - Івано-Франківськ – 5,5 - Тернопіль – 5,4 - Сімферополь – 5,1 |